# Corey Lof
Corey Lof (né le 21 janvier 1990 à Saint Catharines, Ontario, Canada ) est un acteur canadien anglophone (vivant à Toronto).

Il est principalement connu dans le milieu de la websérie, pour incarner Kenny, un des principaux rôles de la websérie LGBT, Out With Dad maintes fois récompensée ,,,.

## Filmographie
Long métrage
- 2013 - Blood Riders: The Devil Rides with Us : Janek

Courts métrages
- 2009 - The Congress of Vienna : Stewart Castlereagh
- 2010 - Bunked! : Adam Isaacs
- 2010 - 2009: A Delayed Night : Steve
- 2011 - Kaizen : Donald
- 2011 - Neighbourhood Heroes : FBI John
- 2011 - Withinsanity : Mason Reid
- 2011 - The Ties : Nick
- 2011 - Monday : John
- 2012 - Shadow Weaver : Andrew
- 2013 - For Now : Riley  (auteur : Corey Lof)
- 2014 - After the Break : Adam

Séries télévisées
- 2014 - Bitten (S1E02) : High Teen #2

Webseries
- 2010- : Out With Dad : Kenny (Version doublée retransmise sur France 4 - V.F. : Gabriel Bismuth-Bienaimé)[6]

## Nominations et distinctions
Corey Lof a obtenu les nominations et reçu les distinctions suivantes  :

### 2012
LA Web Series Festival 2012 (prix multiples dans la même catégorie)
- Prix : Casting Remarquable dans un Drame (Outstanding Ensemble Cast in a Drama) pour «⁣ Out with Dad » :
  - Kate Conway, Will Conlon, Lindsey Middleton, Corey Lof, Laura Jabalee, Darryl Dinn, Jacob Ahearn, Wendy Glazier, Robert Nolan.

Academy of WebTelevision Awards
- Nomination : Meilleur Casting (Best Ensemble Performance) pour " Out with Dad "

### 2013
4è Indie Soap Awards (2013) (un seul gagnant dans la même catégorie)
- Nomination [7]: Meilleur Second Rôle masculin (Best Supporting Actor, Drama) pour " Out with Dad "